# Stanisław Czopowicz
Stanisław Czopowicz (ur. 13 marca 1950 w Warszawie) – polski teolog, instruktor harcerski, harcmistrz, w latach 80. przewodniczący Rady Porozumienia Kręgów Instruktorów Harcerskich im. Andrzeja Małkowskiego (KIHAM).
W Warszawie ukończył liceum ogólnokształcące, a następnie studia wyższe teologiczne na specjalności teologia pastoralna.
Od końca lat 60. uczestnik inicjatyw niepodległościowych, wieloletni pracownik w dziedzinie kultury i nauki (m.in. autor baz danych i systemów informacji o muzyce, redaktor i wydawca książek, czasopism i nagrań muzycznych, współpracownik wydania dwudziestodziewięciotomowej encyklopedii The New Grove Dictionary of Music and Musicians, twórca Ośrodka Dokumentacji Polskiej Muzyki Współczesnej przy Związku Kompozytorów Polskich), był także redaktorem naczelnym wydawnictw – kierownikiem Działu Nauki i Wydawnictw w warszawskim Uniwersytecie Muzycznym Fryderyka Chopina.
W latach 1977–1980 współpracował z wydawnictwami niezależnymi, składał, kolportował, drukował, zajmował się sprawami techniczno-organizacyjnymi. Od 1973 współorganizował niezależne obchody rocznic narodowych. Obecnie doktor teologii Papieskiego Wydziału Teologicznego w Warszawie (rozprawa doktorska Problematyka ideowa i wychowawcza harcerstwa w Polsce 1945–1980 w 2008). Żonaty, dwóch synów.

## Harcerstwo
Instruktor harcerski, harcmistrz (m.in. zastępowy, drużynowy, wieloletni komendant Szczepu 208 Warszawskich Drużyn Harcerskich i Zuchowych w Hufcu ZHP Warszawa-Mokotów). Był też hufcowym Hufca ZHP Konstancin-Jeziorna.
W latach 1980–1982 był przewodniczącym Porozumienia Kręgów Instruktorów Harcerskich im. Andrzeja Małkowskiego.
Po wprowadzeniu stanu wojennego jako Przewodniczący Rady Porozumienia KIHAM został internowany. W czerwcu 1982 władze ZHP zdelegalizowały Radę Porozumienia. Do 1984 roku kierował niejawną kontynuacją Porozumienia („Ruch Harcerski”, „Ruch Harcerski Rzeczypospolitej”), do 1986 uczestniczył w pracach kierownictwa. W latach 1983–1985 zarządzał działalnością wydawniczą „Ruchu” i centralnym wydawnictwem „Ruchu Harcerskiego”, a do 1986 ogólnopolskim kolportażem. Publikował w drugim obiegu.
W 1989 członek Komitetu Założycielskiego Związku Harcerstwa Rzeczypospolitej, przewodniczący Sądu Harcerskiego w latach 1989–1990.

## Książki autorstwa Czopowicza
- KIHAM. Zarys wydarzeń, wybór dokumentów i relacji. Harcerska Oficyna Wydawnicza – Bratnie Słowo, 1987. Brak numerów stron w książce (wydawnictwo drugoobiegowe, nakład 1000 egz.)
- KIHAM. Zarys wydarzeń, wybór dokumentów i relacji. Wyd. 2. Warszawa: Wydawnictwo Drogowskazów Głównej Kwatery Harcerzy ZHR i Wydawnictwo Trifolium Głównej Kwatery Harcerek ZHR, 1998. ISBN 83-87896-16-0. Brak numerów stron w książce
- Bogu, Polsce, bliźnim. Obraz Harcerstwa Rzeczypospolitej Niepodległej. Spuścizna ideowa i wychowawcza. Warszawa: Agencja Wydawnicza i Reklamowa „Akces”, 2004. ISBN 83-87520-72-1. Brak numerów stron w książce
- The New Grove Dictionary of Music and Musicians. London – New York: 2001. Brak numerów stron w książce (współautor)
- Szczera wola i zniewolenie. Harcerstwo w Polsce 1945–1980. Zarys problematyki ideowej i wychowawczej. Warszawa: Niezależne Wydawnictwo Harcerskie, 2010. ISBN 978-83-930870-0-6. Brak numerów stron w książce